# Feldsee
El Feldsee (también: Feldbergsee) es un pequeño lago, casi redondo, ubicado a una altura de 1111 m sobre el Feldberg en el sur de Baden-Wurtemberg, Alemania, al este de Friburgo de Brisgovia. Pertenece al parque natural de la Selva Negra Meridional. Es atravesado por el arroyo Seebach. Está prohibido bañarse para proteger la isoetes echinospora, una especie rara de isoetáceas  que crece en el lago.

## Enlaces
- Wikimedia Commons alberga una categoría multimedia sobre Feldsee.